# Tatiana Fabergé
Pour les articles homonymes, voir Fabergé (homonymie).
Tatiana Fabergé (née le 7 mars 1930 à Versoix en Suisse et morte le 13 février 2020 à Versonnex en France est une historienne de la Maison Fabergé. Elle est l'arrière-petite-fille du joaillier de la cour de Saint-Pétersbourg Pierre-Karl Fabergé.

## Biographie
Tatiana Feodorovna Fabergé nait le 7 mars 1930 dans la commune de Versoix à Genève, dans la maison que sa grand-mère Lidia Alexandrovna Treyberg, première épouse d’Agathon Karlovitch Fabergé, a acquise. Sa naissance marque l’union de descendants d’huguenots français à la noblesse russe. Son père, Fédor Agathonovitch (1904-1971), est le seul petit-fils du grand joaillier qui ait continué le commerce de bijoux. Sa mère Tatiana Borissovna (1901-1983) est issue de l'ancienne famille aristocratique russe Cheremetiev. Son ancêtre Feodor Cheremetiev était le frère du premier comte russe Boris Cheremetiev, un proche de Pierre Ier le Grand.
Tatiana Fabergé est diplômée d'une école de Genève et parle couramment cinq langues. Evgeny Karlovitch Fabergé dit d'elle : «  Elle a du talent, elle doit apprendre ». Elle tente d’entreprendre des études artistiques, raison pour laquelle elle se rend à Paris où elle vit pendant deux ans, mais les difficultés matérielles qu’elle rencontre ne lui permettent pas de réaliser ce projet. À Paris, Tatiana Feodorovna travaille dans un magasin d'antiquités nommé « À La Vieille Russie » au côté d’un antiquaire et marchand d’objets de Fabergé, Leon Grinberg, puis dans le magasin des fils du joaillier de Kiev Joseph Marchak. De 1951 à 1953 elle travaille comme secrétaire-traductrice dans diverses organisations puis, de 1954 à 1956, à la Société de la Croix-Rouge et du Croissant-Rouge à Beyrouth au Liban. 

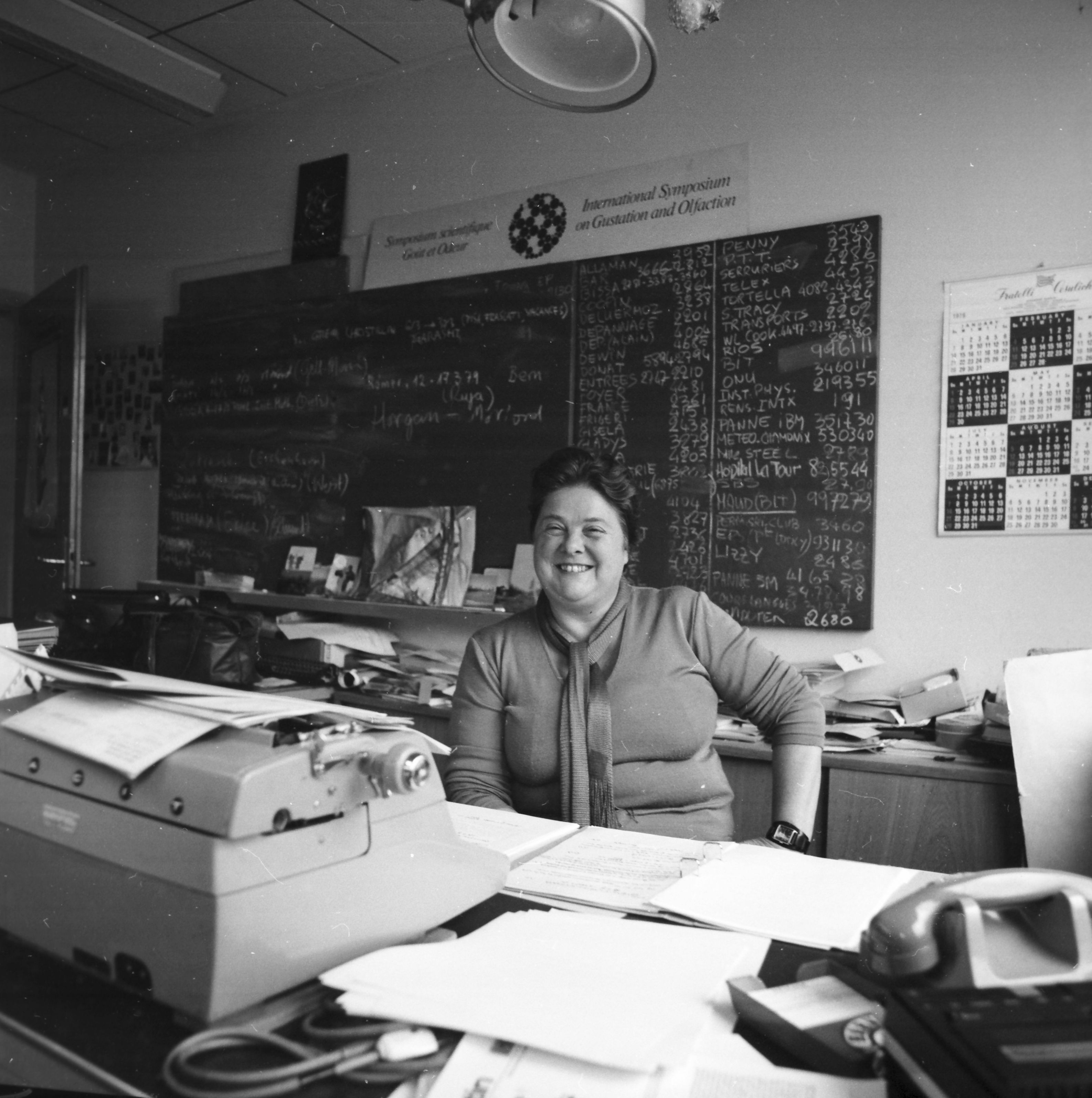
Tatiana Fabergé sur son lieu de travail au CERN en 1979.

Selon ses mémoires, elle est invitée à travailler au sein de l'Organisation européenne pour la recherche nucléaire à Genève à la demande de son premier directeur, Edoardo Amaldi. Par la suite, de mars 1957 à 1995, elle travaille comme chef du secrétariat du Département de physique théorique,,. Elle fréquente ainsi de nombreux physiciens soviétiques travaillant au CERN.
En parallèle, Tatiana Fabergé aide activement  son père dans le développement du design des bijoux de 1956 à 1971. Ensemble, ils conçoivent plus de 600 pièces. Durant les années 1990, elle fréquente l'école des Arts et Métiers de Genève, où le frère de son grand-père, Alexandre Fabergé, a aussi étudié. Tatiana se consacre sa vie durant à la défense et à la promotion de l’œuvre de son célèbre aïeul. Elle est la dépositaire des archives de la famille Fabergé ainsi que de tous les documents de la Maison Fabergé se trouvant hors de Russie. Grâce sa participation active, les jalons permettant le début d'une compréhension scientifique du patrimoine de la célèbre Maison de joaillerie sont posés. Elle devient la gardienne de traditions séculaires en maintenant un lien inextricable avec la Maison Romanov.
Instigatrice de la Fondation internationale Karl Fabergé en 1996, elle en est aussi présidente d'honneur. Elle est en outre titulaire de l'insigne de l'Ordre de Karl Fabergé, au grade de commandeur. Elle visite la Russie à plusieurs reprises et, en 1996, elle participe à la pose ainsi qu’au dévoilement d'un monument dédié à la mémoire de son arrière-grand-père Karl Fabergé, à Saint-Pétersbourg. 
Elle décède subitement dans sa maison de Versonnex (Ain), trois semaines avant son 90e anniversaire. Elle est enterrée au cimetière municipal local.

## Legs des archives Fabergé à la Russie
Les musées du Kremlin de Moscou ont annoncé en octobre 2020 qu'ils possèdent désormais les archives de Pierre-Karl Fabergé. Les archives sont entrées dans le musée conformément aux dernières volontés de Tatiana Fabergé qui a exprimé le souhait à son exécutrice testamentaire Elena Rozanova-Savori que les archives aillent à Moscou et deviennent propriété de la Russie. Avant son décès, elle prévoyait de transférer les archives familiales en Russie, mais elle n'en a pas eu le temps.
Les documents et objets commémoratifs qu'elles contiennent couvrent une période de plus de 100 ans et reflètent la vie de la famille Fabergé tout au long du XXe siècle. Ils contiennent des documents pré-révolutionnaires, des papiers relatifs aux premières années soviétiques et une partie raconte la vie des descendants de Pierre-Karl Fabergé en exil.
Les archives, composées d'environ 1 600 documents, en plus des photographies et des effets personnels de Fabergé, comprennent des croquis et des modèles de bijoux, des catalogues de ventes aux enchères avec des notes de membres de la famille sur l'authenticité et la provenance des objets et en particulier l'album photo personnel, gainé de cuir rouge, où Fabergé a placé des photographies d'objets terminés,.

## Famille
- Arrière-arrière-grand-père — Gustav Fabergé (1814—1893/1894), bijoutier.
- Arrière-arrière-grand-père — Alexeï Vassilievitch Cheremetev (1800—1857), décembriste.
- Arrière-grand-père — Pierre-Karl Fabergé (1846—1920), bijoutier de la Cour russe.
- Arrière-grand-père — Sergueï Alekseïevitch Cheremetiev (1836—1896), général de cavalerie, commandant des troupes du district militaire du Caucase.
- Grand-père — Agathon Karlovitch Fabergé (1876—1951), bijoutier, collectionneur, philatéliste.
- Grand-père — Boris Sergueïevitch Cheremetev  (1871—1952), colonel du régiment des Chevaliers-Gardes.
- Grand-mère — Elizabeth Alexandrovna Bagration-Moukhranska (1880—1915), princesse.
- Père — Fédor Agatonovitch Fabergé (1904—1971), bijoutier.
- Mère — Tatiana Borissovna Fabergé, née Cheremetieva (1901—1983), bibliographe à l'OMS.

## Ouvrages
Tatiana Fabergé est auteur et co-auteur de plus de 20 livres, monographies et articles sur l'histoire de Fabergé :
- (ru) Franz Birbaum, Tatiana Fabergé, Valentin Skurlov, L'histoire de la maison de Fabergé : selon les souvenirs du maître artisan principal de l'entreprise, Franz P. Birbaum à l'occasion du 150e anniversaire de la fondation de l'entreprise, 1842-1992, 1992.
- (ru) Tatiana Fabergé, Valentin Skurlov, L'histoire de Fabergé, JSC Russian gems, 1993, 104 p.
- (ru) Tatiana Fabergé, Valentin Skurlov, Rifat Gafifullin, Nouvelle chronologie des œufs de Pâques Fabergé impériaux, SPb., 1993.
- (ru) Tatiana Fabergé, Valentin Skurlov, Alexander Gorynya. Bijoutiers Fabergé et Saint-Pétersbourg, sous la direction générale de V.V. Skurlov, SPb., Journal Neva, 1997, 704 p.
- (en) Lynette G. Proler, Valentin Skurlov, Tatiana Fabergé, Œufs de Pâques impériaux de Fabergé, relié, 1997 (1re éd.), 2000 (2e éd.). — 272 p.  (ISBN 9780903432481)
- Eric-Alain Kohler, Tatiana Fabergé, Évelyne Maradan, Ina Sivolap-Kaftanova, Gérard Bourgarel, Alexandre Salzmann, Valentin Skourlov, François Birbaum: Premier maître du joaillier Fabergé, 1872-1947, Fribourg: Pro Fribourg, 1997.  (ISBN 2-88359-018-4)
- (ru) Tatyana Fabergé, Valentin Skurlov, Liste d'Eugène Fabergé. Liste alphabétique des amis et connaissances d'Evgeny Karlovich Fabergé, Paris 1932-1960 Cahiers—Alphabet. Archives de Tatiana Fabergé, Saint-Pétersbourg, Antique Review, 2002. — 76 p.
- (ru) Anatoly Perevyshko, Valentin Skurlov, Tatiana Fabergé, Pétersbourg Karl Fabergé, SPb.: Visages de Russie, 2005. 151 p.
- (ru) Tatiana Fabergé, Valentin Skurlov, Fabergé - Ministre de la Joaillerie, Moscou: Russia-Olympus, Harvest, 2006. 240 p.
- (ru) Valentin Skurlov, Tatiana Fabergé, Victor Ilyukhin, Fabergé et ses successeurs. Figures de sculpture sur pierre types russes , SPb.: Visages de Russie, 2009. 640 p.
- (ru) Valentin Skurlov, Tatiana Fabergé, Ekaterina Demkina, Sergey Kvashnin, Bijoutier Mikhail Perkhin Fabergé. Cavaliers de l'Ordre de Mikhail Perkhin, série La vie de gens merveilleux, SPb.: D.A.R.K., 2011. 200 p.
- (ru) Alexander Rupasov, Valentin Skurlov, Tatyana Fabergé, Stanislav Bernev, Agathon Fabergé à Rouge Petrograd, SPb.: Visages de Russie, 2012. — 282 p.
- (ru) Tatiana Fabergé, Alexander Gorynya, Valentin Skurlov, Bijoutiers Fabergé et Saint-Pétersbourg. Sous la direction générale de V.V. Skurlov. — SPb.: Visages de Russie, 2012. 712 p.
- (en) Tatiana F. Fabergé, Valentin V. Skurlov, Eric-Alain Kohler, Fabergé: Un livre de référence complet, Genève, 2012. — 624 p.  (ISBN 9782832104989)
- (ru) Dmitry Krivoshey, Valentin Skurlov, Tatiana Fabergé, Nouvelles informations sur les activités de la société Fabergé. Le livre comptable de la firme Fabergé pour 1909-1916, Clio, no 8 (104), Saint-Pétersbourg, 2015, p. 185—190.
- (ru) Valentin Skurlov, Natalya Sapfirova, Tatiana Fabergé, Karl Fabergé et Joseph Marshak, SPb.: Fabergé Memorial Fund, 2015. 78 p.
- (ru) Valentin Skurlov, Tatiana Fabergé, Sergey Kvashnin, Anatoly Perevyshko, Franz Birbaum, Le maître principal de la société Fabergé, SPb.: Fabergé Memorial Fund, 2016. 204 p.
- (ru) Valentin Skurlov, Tatiana Fabergé, Sergey Kvashnin, Anatoly Perevyshko, Maréchal de l'Empire Fabergé: Franz Birbaum. Cavaliers de l'Ordre de Birbaum, SPb.: Fabergé Memorial Fund, 2016. 376 p.
- (ru) Valentin Skurlov, Tatiana Fabergé, Nina Vasilieva, Irina Klimovitskaya, L. Terekhina, Vasily Zuev. Sous la direction générale de V. Skurlov. — SPb.: Fonds commémoratif Fabergé, 2017. 220 p.
- (en) Tatiana Fabergé, Nikolai Bachmakov, Dmitry Krivoshey, Nicholas B.A. Nicholson (éd.), Valentin Skurlov, Anna Palmade, Vincent Palmade, Fabergé: l'œuf impérial « Empire » de 1902, New York, 2017, p. 364  (ISBN 978-1-5323-4228-8)
- (ru) Tatiana Fabergé, Nikolay Bashmakov, Dmitry Krivoshey (comp.), Nicholas Nicholson, Anna Palmade, Vincent Palmade, Valentin Skurlov, Fabergé. Œuf de Pâques impérial Empire de 1902, Moscou: Buki Vedi LLC, 2018. — 160 p.  (ISBN 978-5-4465-1824-1)